# رولاند غريب
رولاند غريب (بالسويدية: Roland Grip)‏ هو لاعب كرة قدم ومدرب كرة قدم سويدي في مركز الدفاع، ولد في 1941 في كروكم ‏ في السويد. شارك مع منتخب السويد لكرة القدم. أما مع النوادي، فقد لعب مع أي كي سيريوس وأيك سولنا ونادي أوسترسوند.

## وصلات خارجية
- رولاند غريب على موقع الاتحاد الدولي (مؤرشف)  (الإنجليزية)
- رولاند غريب على موقع قاعدة بيانات كرة القدم.إي يو (الإنجليزية)
- رولاند غريب على موقع ناشيونال فوتبول تيمز (الإنجليزية)
- رولاند غريب على موقع عالم كرة القدم.نت (الإنجليزية)